# Ana Clara Romero
Ana Clara Romero (Comodoro Rivadavia, 10 de enero de 1979) es una abogada y política argentina del partido Propuesta Republicana (PRO). Es Diputada de la Nación Argentina por Chubut desde 2021.

## Biografía
Nacida en Comodoro Rivadavia, Romero es abogada de la Universidad Católica Argentina. Tras ejercer en la Ciudad de Buenos Aires, regresó a Chubut y comenzó su actividad política en 2017. Entre 2019 y 2021 fue concejal en el Concejo Deliberante de Comodoro Rivadavia. En julio de 2023, logró el segundo lugar en las elecciones a Intendente de Comodoro Rivadavia.
En diciembre de 2021, asumió como Diputado de la Nación Argentina por Chubut, en el primer lugar de la lista Juntos por el Cambio Chubut en las Elecciones legislativas de 2021.

## Historial electoral
| Año  | Candidatura                      | Partido/Coalición                                 | Elección     | votos   | Porcentaje       | Resultado                |
| ---- | -------------------------------- | ------------------------------------------------- | ------------ | ------- | ---------------- | ------------------------ |
| 2021 | Diputado de la Nación por Chubut | Propuesta Republicana/Juntos por el Cambio Chubut | Legislativas | 110.649 | \| \| 37,97 % \| | Electo (1er lugar lista) |
|      | 37,97 %                          |                                                   |              |         |                  |                          |

## Vida personal
Romero es casada y tiene tres hijos.